# HD75096
HD75096 — хімічно пекулярна зоря спектрального класу A0, що має видиму зоряну величину в смузі V приблизно  8,0.
Вона  розташована на відстані близько 809,3 світлових років від Сонця.